# Mark Goodson
Mark Leo Goodson (Sacramento, 14 gennaio 1915 – New York, 18 dicembre 1992) è stato un produttore televisivo statunitense specializzato nella realizzazione di game show, spesso in coppia con il suo socio d'affari Bill Todman, insieme al quale fondò la Goodson-Todman Productions.

## Programmi
Dei numerosi programmi televisivi realizzati da Mark Goodson nella sua carriera, cinque vanno ancora in onda tutt'oggi (al 2018), prodotti da altre aziende: The Price Is Right, in onda dal 1972, Family Feud, cancellato nel 1995 ma riprodotto nella sua forma odierna nel 1999, Match Game e To Tell the Truth, entrambi reintrodotti nel 2016 dopo un lungo periodo di pausa, e Beat the Clock, anch'esso reintrodotto nel 2018 dopo essere stato cancellato nel 2003.

### Mark Goodson–Bill Todman Productions (1948–1982)
- Beat the Clock (1950–1961, 1969–1974, 1979–1980, 2002–2003, 2018-presente)
- The Better Sex (1977–1978)
- Blade Rider, Revenge of the Indian Nations
- Blockbusters (1980–1982, 1987)
- Branded (1965–1967)
- Broken Sabre
- By Popular Demand (1950)
- Call My Bluff (1965)
- Card Sharks (1978–1981, 1986–1989, 2001–2002)
- Celebrity Family Feud (2008, 2015-presente)
- Choose Up Sides (1956)
- Concentration & Classic Concentration (1973–1978, 1987–1991)
- The Don Rickles Show (1968–1969)
- Double Dare (1976–1977)
- Family Feud (1976–1985, 1988–1995, 1999-presente)
- Get the Message (1964)
- Goodyear Theater (1957–1960)
- He Said, She Said (1969–1970)
- It's News to Me (1951–1953, 1954)
- I've Got a Secret (1952–1967, 1972–1973, 1976, 2000–2001, 2006)
- Jefferson Drum (1958–1959)
- Judge for Yourself (1953–1954)
- Las Vegas Beat
- Make the Connection (1955)
- Match Game (1962–1969, 1973–1982, 1990–1991, 1998–1999, 2016-presente)
- Million Dollar Password (2008-2009)
- Mindreaders (1979–1980)
- Missing Links (1963–1964)
- The Name's the Same (1951–1954, 1954–1955)
- Now You See It (1974–1975, 1989)
- Number Please (1961)
- One Happy Family (1961)
- Password (1961–1967, 1971–1975)
- Password Plus and Super Password (1979–1982, 1984–1989)
- Philip Marlowe (1959–1960)
- Play Your Hunch (1958–1963)
- The Price Is Right (1956–1965, 1985–1986, 1994–1995, 1972–presente)
- The Rebel (1959–1961)
- Richard Boone (The Richard Boone Show) (1963–1964)
- Rider Beyond Vengeance
- Say When!! (1961–1965)
- Showoffs (1975)
- Snap Judgment (1967–1969)
- Split Personality (1959–1960)
- Tattletales (1974–1978, 1982–1984)
- That's My Line (1980–1981)
- To Tell the Truth (1956–1968, 1969–1978, 1980–1981, 1990–1991, 2000–2002, 2016-presente)
- Two for the Money (1952–1956, 1957)
- What's Going On? (1954)
- What's My Line? (1950–1967, 1968–1975)
- What's My Line? at 25 (1975)
- The Web (1950–1954, 1957)
- Winner Take All (1948–1950, 1951, 1952)

### Mark Goodson Productions (1982–1995)
Alcuni anni dopo la morte di Bill Todman nel 1979, Goodson acquisì le quote aziendali degli eredi di Todman, e nel 1982 il nome dell'azienda venne cambiato in Mark Goodson Productions.
- Child's Play (1982–1983)
- The Match Game-Hollywood Squares Hour (1983–1984)
- TV's Funniest Game Show Moments (1984)
- TV's Funniest Game Show Moments #2 (1985)
- Body Language (1984–1986)
- Trivia Trap (1984–1985)
- Classic Concentration (1987–1991)

## Riconoscimenti
- 1990 – Premio Emmy Lifetime Achievement Award for Daytime Television.[1][2][3]
- 1993 – Ammissione nella Television Hall of Fame.[4]